# Anton Karl Welter
Anton Karl Welter (* 8. August 1801 in Münster; † 15. Juni 1878 in Paderborn) war ein deutscher Jurist und Politiker.

## Leben
Welter absolvierte das Gymnasium in Münster. Anschließend studierte an der Universität Bonn Rechtswissenschaft und trat am 5. September 1821 in den juristischen Dienst am Oberlandesgericht Münster ein, wurde 1823 Referendar, 1826 Assessor. Als Assessor kam er nach Naumburg (Saale), Paderborn und Münster. Dort erhielt er 1832 die Beförderung zum Oberlandesgerichtsrat am Oberlandesgericht Münster. Gleichzeitig wurde er akademischer Richter und zudem Magistratsmitglied und Stadtrat sowie Mitglied der Armen-Kommission und der Direktion der Münster-Hammer Eisenbahn-Gesellschaft.
Welter wurde 1847 zum Abgeordneten in den Preußischen Landtag in Berlin gewählt. Im Herbst 1847 ging er als Oberlandesgerichtsdirektor nach Halberstadt, bevor er am 1. Februar 1851 zum Vizepräsidenten des Paderborner Appellationsgerichts ernannt wurde. Am 1. April 1878 trat er in den Ruhestand.

## Ehrungen
- 1865 Roter Adlerorden, II. Klasse mit Eichenlaub
- 1869 Geheimer Oberjustizrat
- 1871 Kronenorden, II. Classe mit dem Stern
- 1871 Ehrendoktorwürde der Universität Bonn (Dr. iur. h.c.)
- 1871 Ehrenbürgerwürde der Städte Paderborn und Münster

## Werke (Auswahl)
- Die münstersche eheliche Gütergemeinschaft sistematisch dargestellt nach den Bestimmungen der Polizeiordnung der Stadt Münster Coppenrath, Münster 1829.
- Das gutsherrlich-bäuerliche Rechtsverhältniß in besonderer Beziehung auf die vormaligen Eigengehörigen, Erbpächter und Hofgehörigen im früheren Hochstifte Münster, Theissing, Münster 1836.
- Die Jagdgerechtigkeit gegenüber dem Grundbesitz in Westfalen, mit Rücksicht auf die Jagdtheilung, Theissing, Münster 1845.
- Theoretisch-praktisches Handbuch über das eheliche Güterrecht in Westfalen und den Rheinischen Kreisen Essen, Duisburg und Rees, Schöningh, Paderborn 1861.